# Eduard Sprandl
Ludwig Eduard Sprandl (* 5. Oktober 1822 in Ludwigsburg; † 11. August 1894 in Mergentheim) war ein deutscher Verwaltungsbeamter.

## Leben
Sprandl besuchte das Lyzeum in Ludwigsburg und die dortige Bildungsanstalt auf dem Salon. Von 1841 bis 1844 studierte er Regiminalwissenschaften an der Universität Tübingen. 1844 bestand er die erste, 1845 die zweite Dienstprüfung. Seine erste Stellung trat er 1846 als Aktuar beim Oberamt Heilbronn an. 1851 wurde er Zehntablösungskommissar in Mergentheim. 1852 bis 1854 war er Oberamtsverweser bei verschiedenen Oberämtern. 1854 wurde er Oberamtsverweser und 1856 Oberamtmann des Oberamts Gerabronn, 1869 Oberamtmann des Oberamts Biberach, ab 1879 mit dem Titel eines Regierungsrats. Von 1882 bis zum Einmtritt in den Ruhestand 1887 war er Oberamtmann in Mergentheim.

## Auszeichnungen
- Ritterkreuz 1. Klasse des Friedrichs-Ordens (1871)
- Ritterkreuz 2. Klasse des Ordens der Württembergischen Krone (1885)